# Кубок мира по спортивной ходьбе 2014
Кубок мира по спортивной ходьбе 2014 года прошёл 3—4 мая в Тайцане (Китай). Сильнейших выявляли взрослые спортсмены и юниоры до 20 лет (1995 года рождения и моложе). Были разыграны 10 комплектов медалей (по 5 в личном и командном зачёте).
На старт вышли 349 ходоков из 48 стран мира (172 мужчины, 88 женщин, 41 юниор и 48 юниорок). Двухкилометровая трасса, на которой соревновались спортсмены, была проложена в центре Тайцана. Соревнования прошли при дождливой погоде.
Каждая команда могла выставить до пяти спортсменов в каждый из взрослых заходов и до трёх в юниорских соревнованиях. Лучшие в командном зачёте определялись по сумме мест трёх лучших спортсменов среди взрослых и двух лучших — среди юниоров.
Кубок мира 2014 года стал самым успешным в истории независимой Украины, у которой до этого розыгрыша не было ни одной золотой медали. В Тайцане украинские ходоки одержали сразу три победы, а Руслан Дмитренко установил новый национальный рекорд и завоевал первую индивидуальную медаль для своей страны.

## Расписание
| Дата       | Время | Заход         |
| ---------- | ----- | ------------- |
| 3 мая 2014 | 08:00 | 50 км мужчины |
| 3 мая 2014 | 15:30 | 10 км юниоры  |
| 3 мая 2014 | 16:30 | 20 км женщины |
| 4 мая 2014 | 09:00 | 10 км юниорки |
| 4 мая 2014 | 10:10 | 20 км мужчины |

Время местное (UTC+8)

## Медалисты
Сокращения: WR — мировой рекорд | AR — рекорд континента | NR — национальный рекорд | WJR — мировой рекорд среди юниоров | AJR — континентальный рекорд среди юниоров | NJR — национальный рекорд среди юниоров | CR — рекорд соревнований
Курсивом выделены участники, чей результат не пошёл в зачёт команды

### Мужчины и юниоры
| Дисциплина             | Золото                                                                                            | Золото       | Серебро                                                           | Серебро     | Бронза                                                                                    | Бронза       |
| ---------------------- | ------------------------------------------------------------------------------------------------- | ------------ | ----------------------------------------------------------------- | ----------- | ----------------------------------------------------------------------------------------- | ------------ |
| 20 км                  | Руслан Дмитренко Украина                                                                          | 1:18.37 NR   | Цай Цзэлинь Китай                                                 | 1:18.52     | Андрей Рузавин Россия                                                                     | 1:18.59      |
| 20 км (команды)        | Украина · Руслан Дмитренко · Игорь Главан · Назар Коваленко · Иван Лосев · Игорь Лященко          | 18 очков     | Китай · Цай Цзэлинь · Ван Чжэнь · Чэнь Дин · Юй Вэй · Бянь Тунда  | 23 очка     | Япония · Юсукэ Судзуки · Эйки Такахаси · Такуми Сайто · Исаму Фудзисава · Коитиро Мориока | 35 очков     |
| 50 км                  | Иван Носков [a] Россия                                                                            | 3:39.38 [a]  | Джаред Таллент [a] Австралия                                      | 3:42.48 [a] | Алексей Казанин [a] Украина                                                               | 3:47.01 [a]  |
| 50 км (команды)        | Украина [b] · Алексей Казанин · Иван Банзерук · Сергей Будза · Игорь Сахарук · Андрей Гречковский | 16 очков [b] | Китай [b] · Чжан Линь · У Цяньлун · Чжао Ци · Хэ Юнцян · Цзян Цзе | 31 очко [b] | Испания [b] · Хесус Анхель Гарсия · Франсиско Арсилья · Микель Одриосола                  | 67 очков [b] |
| Юниоры 10 км           | Гао Вэнькуй Китай                                                                                 | 39.40 CR     | Дайсукэ Мацунага Япония                                           | 39.45 NJR   | Николай Марков Россия                                                                     | 40.29        |
| Юниоры 10 км (команды) | Китай · Гао Вэнькуй · Цзе Цзиньчжу · Лэн Сяо                                                      | 6 очков      | Испания · Диего Гарсия · Мануэль Бермудес · Пабло Олива           | 17 очков    | Австралия · Натан Брилл · Джесси Осборн · Тайлер Джонс                                    | 19 очков     |

a  8 февраля 2018 года Всероссийская федерация лёгкой атлетики сообщила о санкциях в отношении ходока Михаила Рыжова. На основании данных биологического паспорта был сделан вывод о применении спортсменом допинга. Все его выступления с 9 сентября 2012 года по 2 июня 2015 года были аннулированы, в том числе первое место на Кубке мира по ходьбе — 2014 на дистанции 50 км с результатом 3:39.05.

b  Сборная России потеряла победу в командном зачёте на дистанции 50 км после положительной допинг-пробы Юрия Андронова на запрещённый триметазидин. В октябре 2014 года спортсмен был дисквалифицирован на 2 года, а его выступление на Кубке мира по спортивной ходьбе — 2014, четвёртое место с результатом 3:43.52, аннулировано.

### Женщины и юниорки
| Дисциплина              | Золото                                                                                            | Золото  | Серебро                                                                   | Серебро  | Бронза                                                                  | Бронза    |
| ----------------------- | ------------------------------------------------------------------------------------------------- | ------- | ------------------------------------------------------------------------- | -------- | ----------------------------------------------------------------------- | --------- |
| 20 км                   | Анися Кирдяпкина Россия                                                                           | 1:26.31 | Лю Хун Китай                                                              | 1:26.58  | Эльмира Алембекова Россия                                               | 1:27.02   |
| 20 км (команды)         | Россия · Анися Кирдяпкина · Эльмира Алембекова · Вера Соколова · Марина Пандакова · Лина Бикулова | 8 очков | Китай · Лю Хун · Люй Сючжи · Не Цзинцзин · Дин Хуэйцинь · Сунь Хуаньхуань | 22 очка  | Португалия · Ана Кабесинья · Вера Сантуш · Сусана Фейтор · Инеш Энрикеш | 36 очков  |
| Юниорки 10 км           | Дуань Даньдань Китай                                                                              | 43.05   | Ян Цзяюй Китай                                                            | 43.37    | Анежка Драготова Чехия                                                  | 43.40 NJR |
| Юниорки 10 км (команды) | Китай · Дуань Даньдань · Ян Цзяюй · Цунь Хайлу                                                    | 3 очка  | Испания · Лаура Гарсия-Каро · Мария Перес · Лидия Санчес-Пуэбла           | 13 очков | Австралия · Клара Смит · Джемима Монтаг · Элизабет Хоскинг              | 20 очков  |